# Starrgärdsmyg
För fågelarten Cistothorus platensis, se gräsgärdsmyg.
Starrgärdsmyg (Cistothorus stellaris) är en nordamerikansk fågel i tättingfamiljen gärdsmygar. Den förekommer i fuktiga gräsmarker och grunda våtmarker i södra Kanada och nordöstra USA. Starrgärdsmygen och gräsgärdsmygen behandlades fram tills nyligen som en och samma art, Cistothorus platensis.

## Utseende och läte
Starrgärdsmygen är en mycket liten (10–12 cm) och kompakt sångfågel med liten, vass och något böjd näbb, långa och kraftiga ben, medellång stjärt och korta vingar. Ovansidan är streckad i svart, rostrött, halmgult, vitt och grått ovan, medan undersidan är otecknat beige- eller persikofärgad. På huvudet syns ett ljusbrunt ögonbrynsstreck. Sången är enkel i förhållande till många andra gärdsmygar, några få torra toner följt av en drill.

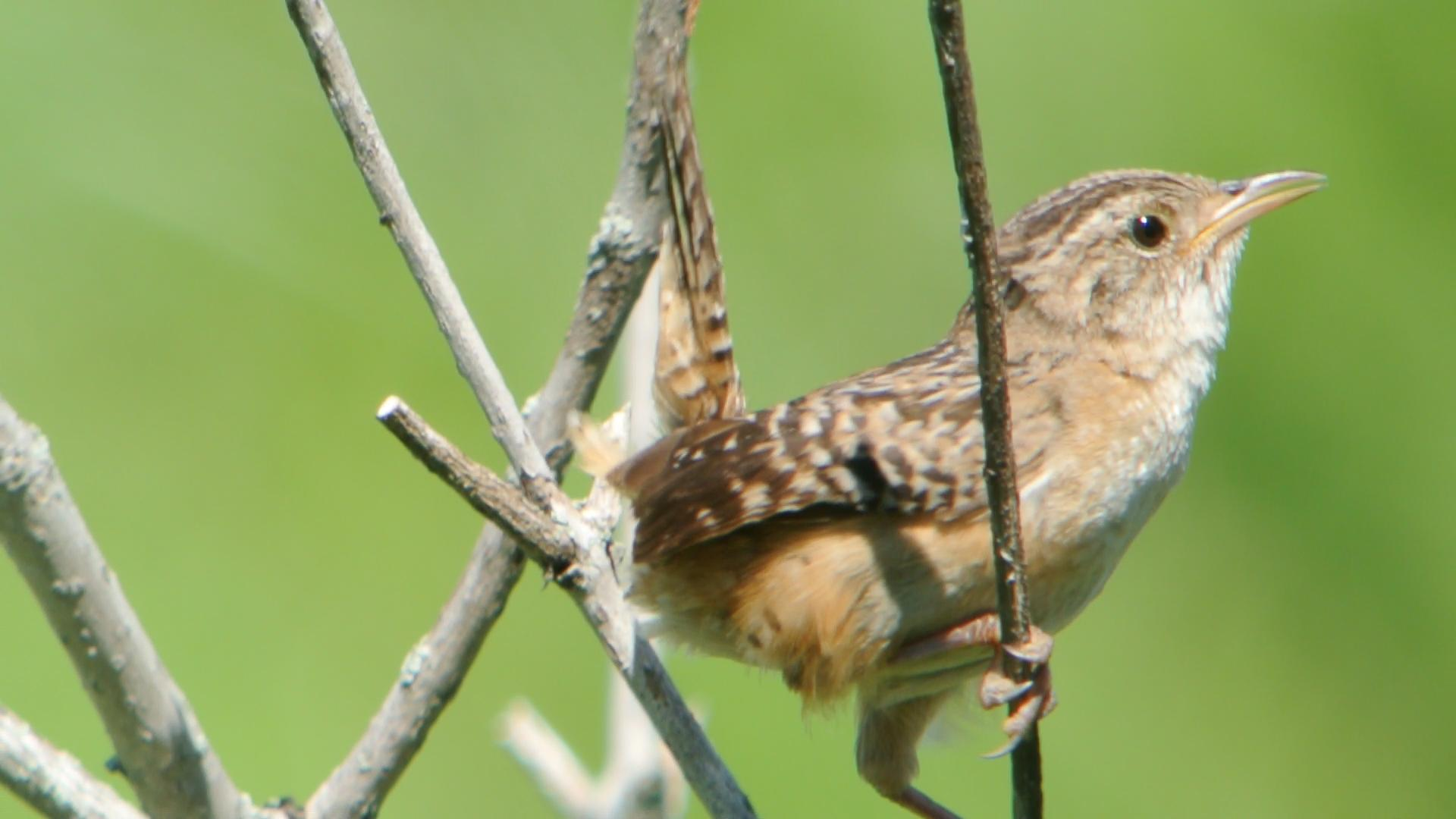

## Utbredning och systematik
Fågeln häckar i sydcentrala och sydöstra Kanada samt nordöstra USA. Vintertid övervintrar den från Florida till nordöstra Mexiko. Den behandlas som monotypisk, det vill säga att den inte delas in i några underarter.

## Artstatus
Tidigare behandlades starrgärdsmygen som underart till den neotropiska arten gräsgärdsmyg (C. platensis). Då kallades hela komplexet på svenska för starrgärdsmyg, som nu alltså flyttats över till stellaris.
Den behandlas dock numera som egen art, baserat på genetiska skillnader, lätesskillnader, avvikande fjäderdräkt och flyttbeteende (gräsgärdsmygen är stannfågel).

## Levnadssätt
Starrgärdsmygen hittas i fuktiga gräsmarker, torrare delar av våtmarker, högväxt prärie, mossar och liknande grunda våtmarker med högre vegetation, dock ej vass och kaveldun. Den födosöker i vegetationen på eller nära marken, varför den kan vara svår att få syn på.

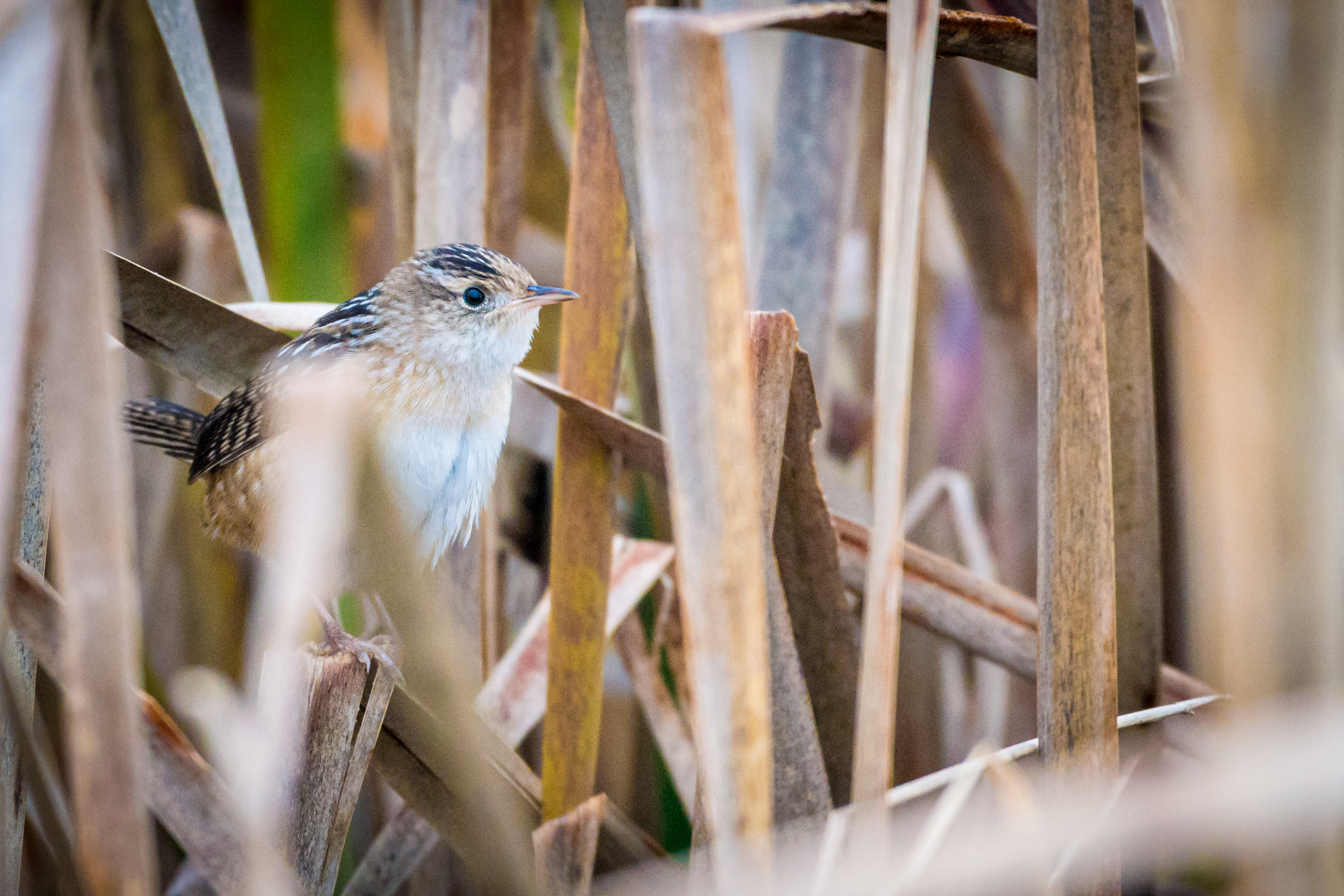

### Häckning
Hanen väver ett antal olika bon formade som ihåliga bollar. Honan väljer ett av dem, fodrar det och lägger sina ägg. Vissa hanar är monogama, medan andra har flera honor.

## Status och hot
Arten har ett stort utbredningsområde och tros öka i antal. Internationella naturvårdsunionen IUCN listar den därför som livskraftig (LC).